# パーシング・スクエア・キャピタル・マネジメント
パーシング・スクエア・キャピタル・マネジメント（Pershing Square Capital Management）は、アメリカ合衆国のヘッジファンド/機関投資家である。運用資産は約１兆5000億円。勤務する専門家の出身はブラックストーンやゴールドマン・サックスなどである。

## 沿革
- 2004年1月 - Pershing Square Capital Managementとして設立。
- 2010年10月 - フォーチュン・ブランズへの投資を開始[4][5][6]。
- 2011年10月 - 証券取引委員会への13D申告において、カナダ太平洋鉄道の株の12.2パーセントを所有していると申告[7]。
- 2012年9月 - バーガーキングへの投資を公開[8]。
- 2013年7月 - エアープロダクツ・アンド・ケミカルズへの投資を公開[9]。
- 2014年1月 - プラットフォーム・スペシャルティ・プロダクツ・コーポレーションへの投資を公開[10]。
- 2014年4月 - アラガンの買収を提案[11][12][13]。
- 2014年8月 - IPOの計画を発表[14]。